# Lauren Albanese
Lauren Albanese (* 1. Oktober 1989 in Jacksonville, Florida) ist eine ehemalige US-amerikanische Tennisspielerin.

## Karriere
Lauren Albanese spielt hauptsächlich Turniere auf dem ITF Women’s Circuit, bei denen sie bislang drei Einzel- und fünf Doppeltitel gewann.
2006 erhielt sie eine Wildcard für das Hauptfeld der US Open, wo sie die zweite Runde erreichte.
Seit November 2017 ist sie auf der Damentour nicht mehr angetreten, in den Ranglisten wird sie nicht mehr geführt.

## Turniersiege

### Einzel
| Nr. | Datum          | Turnier   | Kategorie   | Belag     | Finalgegnerin   | Ergebnis       |
| --- | -------------- | --------- | ----------- | --------- | --------------- | -------------- |
| 1.  | 23. Juli 2006  | Wichita   | ITF $10.000 | Hartplatz | Nicole Leimbach | 6:0, 6:3       |
| 2.  | 25. April 2010 | Poza Rica | ITF $25.000 | Hartplatz | Julia Cohen     | 6:4, 6:1       |
| 3.  | 28. Juli 2013  | Austin    | ITF $10.000 | Hartplatz | Ema Burgić      | 7:5, 5:7, 7:64 |

### Doppel
| Nr. | Datum            | Turnier   | Kategorie   | Belag     | Partnerin        | Finalgegnerinnen                               | Ergebnis      |
| --- | ---------------- | --------- | ----------- | --------- | ---------------- | ---------------------------------------------- | ------------- |
| 1.  | 18. Mai 2007     | Buffalo   | ITF $25.000 | Sand      | Yanina Wickmayer | Nicole Clerico Agnes Szatmari                  | 3:6, 7:5, 6:0 |
| 2.  | 14. Juni 2008    | El Paso   | ITF $25.000 | Hartplatz | Surina De Beer   | Ashley Weinhold Lindsay Lee-Waters             | 6:3, 6:3      |
| 3.  | 24. April 2010   | Poza Rica | ITF $25.000 | Hartplatz | Julia Cohen      | Macall Harkins Vivian Segnini                  | 6:3, 7:66     |
| 4.  | 14. April 2012   | Caracas   | ITF $10.000 | Hartplatz | Zuzana Zlochová  | Marcela Guimaraes-Bueno Flavia Guimaraes-Bueno | 6:2, 6:3      |
| 5.  | 5. Dezember 2014 | Santiago  | ITF $25.000 | Sand      | Alexa Guarachi   | Fernanda Brito Eduarda Piai                    | 6:4, 6:1      |